# Lucky Luciano (film)
Pour les articles homonymes, voir Lucky Luciano (homonymie).
Pour plus de détails, voir Fiche technique et Distribution.
Lucky Luciano est un film italien  réalisé par Francesco Rosi, sorti en 1973. 
Le film raconte l'exil en Italie du puissant gangster italo-américain Lucky Luciano, avec Gian Maria Volonté dans le rôle-titre.

## Synopsis
Le film retrace la biographie fragmentaire de la figure mythique de la mafia italo-américaine, Salvatore Lucania, alias Lucky Luciano. Après la guerre des Castellammarese et l'élimination d'une quarantaine d'adversaires, il devient l'indiscuté capo di tutti capi de la Commission en 1931.
Il est expulsé des États-Unis en 1946 après sa sortie de prison. Depuis Naples, en Italie, il met sur pied un énorme trafic d'héroïne mondial. Le film se termine sur sa mort à l'aéroport de Naples en 1962.

## Fiche technique
- Réalisation : Francesco Rosi
- Scénario : Tonino Guerra, Lino Iannuzzi, Jerome Chodorov
- Photo : Pasqualino De Santis
- Montage : Ruggero Mastroianni
- Musique : Piero Piccioni
- Producteur : Gustave M. Berne (producteur exécutif), Franco Cristaldi
- Sociétés de production : Harbor Productions-Les Films de la Boétie-Vides Cinematografica
- Maquillage : Francesco Freda
- Pays d'origine : Italie
- Langue : italien, anglais
- Format : Couleur - 2.35:1 - CinemaScope - 35 mm
- Genre : Biopic, drame et film de gangsters
- Durée : 105 minutes
- Date de sortie :
  - Italie : 19 octobre 1973
  - France : 31 octobre 1973
- Affiches : Macario Gómez Quibus (Espagne), René Ferracci (France)

## Distribution
- Gian Maria Volonté (VF : Marc de Georgi) : Charles « Lucky » Luciano
- Vincent Gardenia (VF : Roger Carel) : le colonel Charles Poletti
- Silverio Blasi : le capitaine de la police
- Charles Cioffi (VF : Jacques Deschamps) : Vito Genovese
- Larry Gates  : Judge Herlands
- Magda Konopka (VF : Paule Emanuele) : Contessa
- Dino Curcio (VF : Henri Labussière) : Don Ciccio
- Jacques Monod
- Karin Petersen : Igea
- Edmond O'Brien (VF : Jean Martinelli) : le commissaire Harry J. Anslinger
- Charles Siracusa (VF : Serge Sauvion) : Sal Vizzini
- Rod Steiger (VF : Henry Djanik) : Gene Giannini

## Commentaires
Le film de Rosi offre un portrait complexe de Luciano. Sal Vizzini, un agent anti-drogue et le plus grand adversaire de Luciano, s'est vu offrir son rôle par Charles Siragusa dans le film. Le réalisateur s'attache moins à narrer les événements extérieurs qu'à expliquer, sans véritablement y parvenir, les motivations et la dynamique de la mafia. 